# 福岡県の軍事遺跡一覧
福岡県の軍事遺跡一覧（ふくおかけんのぐんじいせきいちらん）は、日本の福岡県内に点在する軍事遺跡の一覧である。

## 概要
福岡県の戦争遺跡は、福岡県文化財調査の定義によると、1,649件確認されている（この数は今後の調査等によりさらに増加していくものと思われる）。
福岡県は、全国で数少ない全数調査を行っている県となっている。

## 一覧

### 福岡市
- 西戸崎飛行場〈福岡市東区〉
- 和白飛行場〈福岡市東区〉
- 陸軍福岡第二十四連隊・西部軍司令部庁舎〈福岡市中央区〉
- 小呂島砲台〈福岡市西区〉
- 福岡飛行訓練所（元岡飛行場）・福岡海軍航空隊〈福岡市西区〉

### 北九州市
- 下関要塞の砲台群（北九州側）
  - 古城山砲台・堡塁〈北九州市門司区〉
  - 矢筈山堡塁(砲台)〈北九州市門司区〉
  - 手向山(田向山)砲台〈北九州市小倉北区〉
  - 笹尾山砲台〈北九州市小倉北区・門司区〉
  - 富野堡塁〈北九州市小倉北区〉
  - 高蔵山(高倉)堡塁〈北九州市小倉南区〉
- 西照空陣地〈北九州市小倉南区〉
- 石峰山高射砲陣地(7cm砲)〈北九州市若松区〉
- 総牟田(灘山)高射砲陣地〈北九州市若松区〉
- 石峰山照空分隊(水上越北側陣地)〈北九州市若松区〉

### 遠賀郡岡垣町
- 垂見峠砲台(湯川山砲兵陣地)〈遠賀郡岡垣町〉

### 宗像市
- 大島砲台〈宗像市〉
- 沖ノ島砲台〈宗像市〉

### 福津市
- 津屋崎飛行場〈福津市〉

### 糟屋郡
- 歩兵第百三十二連隊陣地〈糟屋郡粕屋町〉

### 糸島市
- 海軍玄界航空基地〈糸島市〉

### 筑紫野市
- 第十六方面軍(西部軍)司令部(地下壕)〈筑紫野市〉

### 三井郡・朝倉・小郡市
- 大刀洗飛行場〈三井郡大刀洗町・朝倉市・朝倉郡筑前町・小郡市〉

### 久留米市
- 陸軍歩兵連隊関係陸軍墓地〈久留米市〉
- 陸軍久留米歩兵第四十八連隊〈久留米市〉

### 八女市
- 岡山飛行場 (筑後飛行場)〈八女市〉

### 大牟田市
- 大牟田市役所の防空監視哨・防空障壁・高射機関銃台座
- 三井化学(株)大牟田工場〔旧三池石油合成(株)〕〈大牟田市〉
- 三井金属鉱業(株)三池事務所〔旧三井軽金属(株)〕〈大牟田市〉

### 築上郡築上町
- 築城基地・広末弾薬庫

### 行橋市
- 海軍築城航空基地稲童掩体（稲童1号掩体壕）

### 中間市
- 「護州部隊」駐屯
- 中間防空監視哨
- 防空壕
- 下関要塞地区域標・第65号

## 参照
- 福岡県の戦争遺跡　福岡県文化財調査報告書 第274集